# Academia de Arte și Design „Bezalel”
Academia de Arte și Design „Bezalel” (în ebraică בצלאל, אקדמיה לאמנות ועיצוב) este Academia Națională de Artă și Design din Israel. Aceasta este situată pe Muntele Scopus, având și alte campusuri mai mici în Ierusalim și Tel Aviv.
A fost înființată în 1906 de către Boris Schatz⁠(en)[traduceți]. Numele academiei provine de la personajul biblic Bezalel, fiul lui Urie, care a fost ales de Moise pentru a supraveghea construcția Tabernaculului (Cartea Exodului 35:30).